# Puchar Niemiec w piłce nożnej (1955/1956)
Puchar Niemiec w piłce nożnej mężczyzn 1955/1956 – 13. edycja rozgrywek mających na celu wyłonienie zdobywcy Pucharu Niemiec. Tym razem trofeum wywalczył Karlsruher SC. Finał został rozegrany na Wildparkstadion w Karlsruhe.

## Plan rozgrywek
Rozgrywki szczebla centralnego składały się z 3 części:
- Kwalifikacje: 29 kwietnia 1956
- Półfinał: 5-6 czerwca 1956
- Finał: 5 sierpnia 1956 roku na Wildparkstadion w Karlsruhe

## Kwalifikacje
Mecz rozegrano 29 kwietnia 1956 roku.
| Drużyna 1    | Wynik | Drużyna 2    |
| ------------ | ----- | ------------ |
| Spandauer SV | 0:1   | FK Pirmasens |

## Półfinały
Mecze rozegrano 5 i 6 czerwca 1956 roku.
| Drużyna 1          | Wynik | Drużyna 2     |
| ------------------ | ----- | ------------- |
| Fortuna Düsseldorf | 1:2   | Hamburger SV  |
| FK Pirmasens       | 1:5   | Karlsruher SC |

## Finał
| 5 sierpnia 1956 | Karlsruher SC · Termath 40', 63' · Kohn 87' | 3:11:1Raport | Hamburger SV · 14' Seeler | Wildparkstadion, Karlsruhe Widzów: 25 000 Sędzia: Loser (Essen) |
|                 |                                             |              |                           |                                                                 |

| KARLSRUHER SC: |   |                     |  |
|                |   |                     |  |
| BR             | 1 | Rudi Fischer        |  |
| OB             |   | Werner Hesse        |  |
| OB             |   | Walter Baureis      |  |
| PO             |   | Heinz Ruppenstein   |  |
| PO             |   | Siegfried Geesemann |  |
| PO             |   | Gerhard Siedl       |  |
| NA             |   | Oswald Traub        |  |
| NA             |   | Kurt Sommerlatt     |  |
| NA             |   | Antoine Kohn        |  |
| NA             |   | Heinz Beck          |  |
| NA             |   | Bernhard Termath    |  |
| Trener:        |   |                     |  |
| Ludwig Janda   |   |                     |  |
|                |   |                     |  |

| HAMBURGER SV:   |   |                    |
|                 |   |                    |
| BR              | 1 | Horst Schnoor      |
| OB              |   | Franz Klepatz      |
| OB              |   | Walter Schemel     |
| PO              |   | Jochenfritz Meinke |
| PO              |   | Josef Posipal      |
| PO              |   | Heinz Liese        |
| NA              |   | Gerhard Krug       |
| NA              |   | Klaus Stürmer      |
| NA              |   | Uwe Seeler         |
| NA              |   | Günter Schlegel    |
| NA              |   | Uwe Reuter         |
| Trener:         |   |                    |
| Günter Mahlmann |   |                    |
| Martin Wilke    |   |                    |

| Puchar Niemiec w piłce nożnej 1955–1956 Zwycięzcy |
| ------------------------------------------------- |
| Karlsruher SC 2. Tytuł                            |